# The Blockheads (video game)
The Blockheads là một tựa game sinh tồn được tạo bởi David Frampton, một nhà phát triển game indie (trò chơi điện tử độc lập) của Majic Jungle Software.